# Aproximante palatal sonora
La aproximante palatal sonora es un sonido consonántico usado en muchos idiomas. Su símbolo en el Alfabeto Fonético Internacional es [j].

## Características
- Su articulación es aproximante, lo que significa que se produce por la contracción moderada del tracto vocal en el lugar de la articulación, sin llegar a producir una corriente de aire turbulento.
- Su punto de articulación es palatal, lo que significa que se articula colocando la parte media o posterior de la lengua contra el paladar rígido.
- Su fonación es sonora, lo que significa que las cuerdas vocales vibran durante su articulación.
- Es una consonante oral, lo que significa que se permite que el aire escape a través de la boca y no a través de la nariz.
- Es una consonante central, lo que significa que se produce al permitir que el aire pase sobre el centro de la lengua y no por los lados.
- Su mecanismo de flujo del aire es egresivo pulmonar, lo que quiere decir que se articula exhalando aire desde los pulmones.

- Datos: Q835992